# FPU 〜若き勇者たち〜
『FPU 〜若き勇者たち〜』（原題：維和防暴隊）は、2024年に公開した中国のアクション映画。
ホアン・ジンユー、ワン・イーボー、チョン・チューシー、オウ・ハオ、チュウ・ヤーウェン、グー・ジアチェン、趙華為らが出演する。
日本では2024年10月の2024東京・中国映画週間で上映された後、2025年に劇場公開される。

## あらすじ
中国の平和維持警察に焦点を当て、中国の平和維持警察の機動隊が海外で任務を遂行する物語。彼らは青いヘルメットをかぶって、武装して、危険の中で前進し、銃声で眠り、世界の安全と平和を守ることが任務。平和維持機動隊の隊員たちは新たな挑戦にどう立ち向かうか...

## キャスト
ユー
演 - ホアン・ジンユー

ヤン
演 - ワン・イーボー

丁慧
演 - チョン・チューシー

張永泉
演 - オウ・ハオ
楊琛
演 - チュウ・ヤーウェン
江小洋
演 - グー・ジアチェン

杜一帆
演 - 趙華為

## スタッフ
- 製作責任者：刘学武、徐子泉、會茂军、唐弘静、邓浩
- 制作プロデューサー：稽道青、尹香今、任泉、陈静、刘学武、庄敏华、朱昊、叶小舟、韩硕、冯晔
- スーパーバイザー：アンドリュー・ラウ、张少坚、区桛麟、陈耀华
- 監督：リー・タッチウ
- 脚本：ウー・モンチャン、ジャー・リアン
- 撮影：冯远文
- 編集：黄海
- 美術デザイン：钟移风
- アクション指導：夏小龙、陈俊志、何晓刚
- ファッションデザイン：尤颖
- スタイリスト：蔡彦菁、邝得恩
- VFXクリエイター：黄宏达、霍锦棠
- 照明：王世磊
- 音響：陈辉
- サウンドデザイン：阿鲲